# Batalla de Dormans
La batalla de Dormans fou un enfrontament de la 5a Guerra de Religió a França que es produí, el dia el 10 d'octubre de 1575, entre les tropes catòliques d'Enric I, duc de Guisa i l'exèrcit alemany mercenari contractat pels hugonots, sota el comandament de Joan Casimir del Palatinat-Simmern. El lloc de la batalla fou el poble de Dormans, a la vora del riu Marne.
Un grup de reitres alemanys, reclutats pels protestants anglesos i els malcontents, sota la direcció de Guillem de Montmorency-Thoré, es va dirigir cap a l'exèrcit del príncep de Condé, situat al sud-oest. El duc de Guisa posa en marxa les seves tropes per intentar aquests mercenaris, que avancen sense oposició per França. Finalment, Guisa arriba a la riba del riu Marne, als voltants del poble de Dormans, on estan acampats es protestants.
Els catòlics ataquen per sorpresa els alemanys i els dos bàndols intenten dominar el pont que travessa el Marne a Dormans, però finalment els protestants es retiren. El duc de Guisa va resultar ferit al rostre, fet que li va valdre el sobrenom de Le Balafré. Segons Penny Richards: «Aquesta cicatriu i aquest nom, amb què després es descrivia amb freqüència, van contribuir a la seva reputació llegendària». Tot i que el duc de Guisa aconseguí la victòria, després no fou capaç de superar les posicions de François de Montmorency. La 5a guerra va concloure amb l'Edicte de Beaulieu el maig de 1576.